# Kookkunst
Kookkunst is de kunst om voedsel te bereiden, waarbij de nadruk ligt op het optimaliseren van de smaak. Koken is een veelheid aan kooktechnieken. Door kooktechnieken te variëren en ingrediënten te combineren, ontstaan diverse gerechten en per land of streek keukens, zoals de klassieke Franse keuken, de Hollandse pot of de Aziatische keuken. Gastronomie is de leer van de verfijnde keuken, van smaak en van het proeven der dingen.

## Geschiedenis
Koken, evenals andere bereidingswijzen van voedsel, had in prehistorische tijden waarschijnlijk als doel het beter verteerbaar te maken, het langer te bewaren en het lekkerder te maken.
In de tijd van de Grieken ontstond koken als kunst. De Romeinen namen dit van de Griekse beschaving over en met de invoer van een grote diversiteit aan producten uit alle delen van het rijk kwam de kookkunst tot bloei. Na de ondergang van het Romeinse Rijk, in de middeleeuwen, lag de nadruk op het bereiden en eten van vlees en drinken van bier. Pas in de renaissance kwam er weer meer aandacht voor een gevarieerdere en meer verfijnde kookkunst.
In de twintigste eeuw kwam de nadruk sterk op behoud van natuurlijke smaak, vitaminen en mineralen te liggen. De Franse kok Auguste Escoffier speelde hierin een grote rol. Ook kwam er meer aandacht voor het terugdringen van de hoeveelheid koolhydraten, vetten en suikers in voedsel. Het belang van de verbrandingswaarde van tijdens de maaltijden opgediende spijzen, uitgedrukt in joule (of, verouderd: calorie), nam in de meeste westerse landen af door de veranderingen in arbeidsomstandigheden en de sterk vergrote hoeveelheid voedingswaar.
De trends volgden elkaar daarna snel op: eerst was het versieren van het bord belangrijker dan smaak en hoeveelheid. In de jaren 1990 waren mediterraan koken, fusion – een mengsel van de Aziatische en westerse keuken – en stapelen – het stapelen van ingrediënten tot een torentje – in de mode. Daarnaast bleef er een grote vraag naar gevarieerd, traditioneel en natuurlijk koken. In de jaren 2000 rukte het gemaksvoedsel op dat vaak al voorgekookt is en snel tot maaltijd kan worden verwerkt. Kookkunst is hier nauwelijks aan de orde.
Veel Europese landen hebben de invloeden van de oude koloniën verwerkt in hun keuken. Zo is in het Verenigd Koninkrijk de invloed van de Indiase en de Pakistaanse keuken groot, in Nederland de Indische en Surinaamse keuken.

## Hoofdmaaltijd

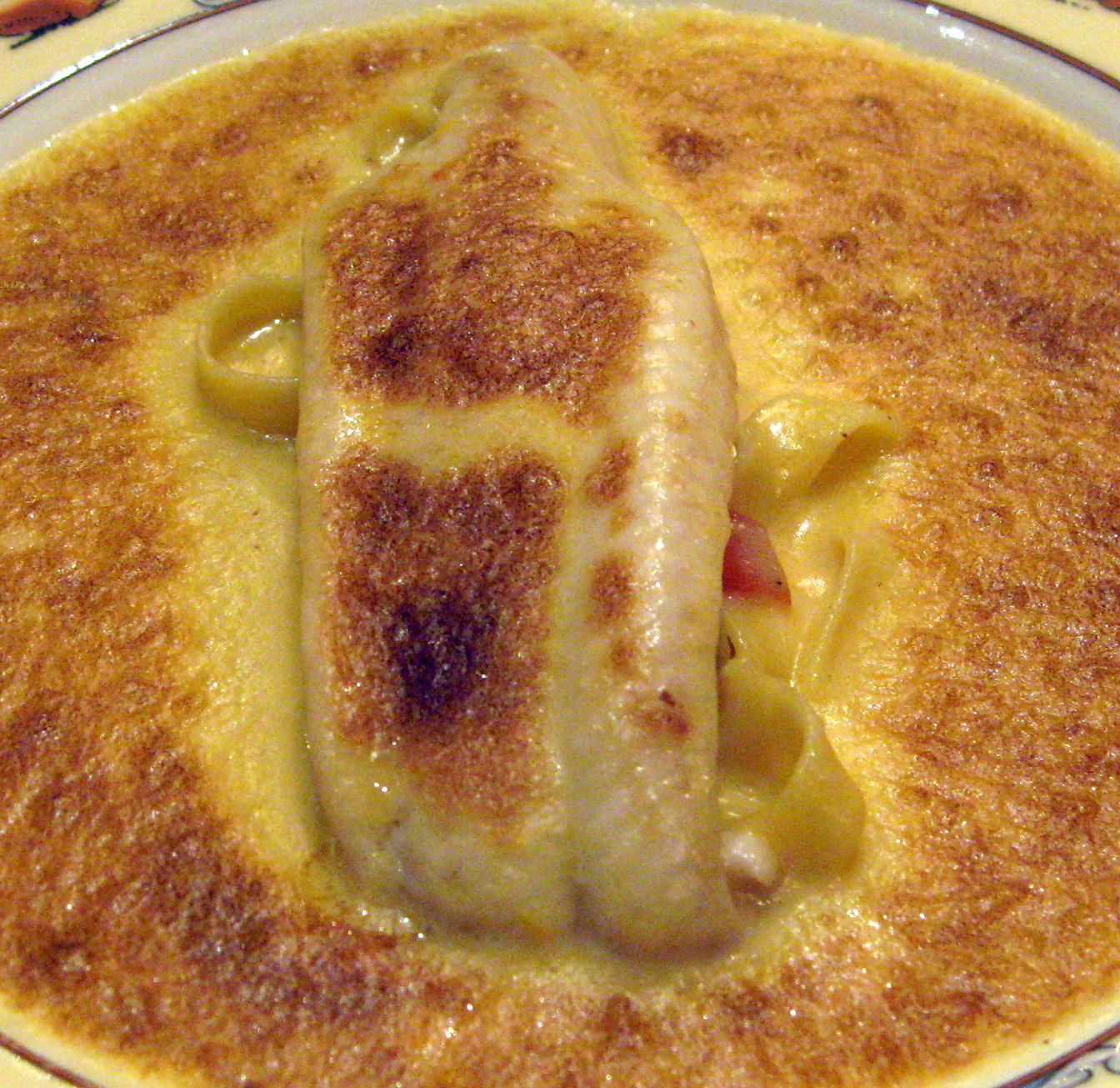
Tongfilet met noedels in een restaurant van Paul Bocuse

Een maaltijd of een diner kan uit een aantal gangen bestaan die men als programma afwerkt. Het totaal is een menu.
Bij thuisbereiding kan een uitgebreide maaltijd bijvoorbeeld bestaan uit soep, daarna een hoofdmaaltijd in de vorm van een vlees- of visgerecht en daarna een nagerecht. In een luxe restaurant bestaat een gastronomisch menu soms uit zeven gangen of meer. Vooraf wordt wel een aperitief geserveerd, een wel of niet alcoholisch drankje met een klein (hartig) hapje.
- voorgerecht: soep, bouillon, hors-d'oeuvre of cocktail
- hoofdgerecht: ovenschotel, barbecue, groente, vleesgerechten, visgerechten, wildgerechten, kipgerechten, gevogelte, pastagerechten, rijstschotel, fondue, pannenkoek, raclette, maaltijdsalade, stamppot of een vegetarisch gerecht
- sorbet: een gerecht – meestal op basis van ijs en fruit – tussen de gangen door om de eetlust te stimuleren en de maag te laten rusten
- bijgerecht: salade of compote
- nagerecht: een vaak zoet gerecht om de maaltijd af te sluiten; pap, ijs, pudding, kaas of fruit

## Middagmaaltijd
Ook de middagmaaltijd wordt beïnvloed door zowel externe als persoonsgebonden factoren. In Vlaanderen en Nederland wordt er 's middags meestal koud gegeten, zodat er 's avonds met het gezin genoten kan worden van de warme maaltijd. Rond de middag worden veelal enkele boterhammen genuttigd, eventueel aangevuld met soep of een salade. In andere delen van de wereld is dit ook een warme maaltijd.

### Kooktechnieken
Koken is het gaar maken van voedsel zodat de mens de noodzakelijke voedingsstoffen tot zich kan nemen. Dat dit smaakvol gebeurt, is mooi meegenomen. Door de eeuwen heen, via de methode van trial-and-error, heeft de mens geleerd welke techniek het beste bij welk product kan worden toegepast. Er zijn voorbereidingstechnieken en bereidingstechnieken. Blancheren is een bekende voorbereiding op een willekeurige kooktechniek. Een overzicht van in de westerse keuken gebruikelijke kooktechnieken:
- koken
- stomen
- frituren
- sauteren
- grilleren
- bakken in de oven
- bakken en braden
- Braiseren (smoren)
- poêleren
- stoven
- wokken
- barbecueën
- sous-vide (vacuümgaren)

### Keukenpersoneel
De keuken is, mede door de visie van Escoffier, onderverdeeld in verschillende afdelingen (partie):
- chef-kok, hoofd van de keuken
- souschef, plaatsvervangend chef-kok, in grotere brigades is dit de persoon die de leiding op de werkvloer heeft, terwijl de chef meer organisatorisch bezig is.
- chefs de partie, ieder verantwoordelijk voor een afdeling:
  - chef-saucier, voor sauzen, vlees, gevogelte en wild
  - chef-rôtisseur, voor gerechten van/uit de grill, oven of frituur
  - chef-entremetier, voor groenten, aardappelen, soepen, eiergerechten
  - chef-poissonnier, voor vis
  - garde-manger, koude keuken
  - chef-pâtissier, nagerechten, deeggerechten
  - casserolier, doet de afwas
- tournant, vervanger van de chef de partie
- commis, aankomend kok, werkt in opdracht van de chef de partie
- chef communard, verantwoordelijk voor de maaltijden voor het personeel

### Koude keuken
Apparatuur en gereedschappen die in een professionele keuken te vinden zijn:
- keukenmachine: om te hakken, snijden of mengen
- snijplank: verschillende kleuren voor verschillende producten
- koksmes of demi-chef: om mee op een snijplank te snijden
- officemes: om mee in de hand te snijden, zoals appelschillen
- dunschiller: voor appels en aardappels
- zesteur: om het buitenste, gekleurde deel van sinaasappel of citroen in fijne dunne reepjes te trekken
- kidde : om schuim en luchte mousse te maken werkt op stikstofoxide het komt vooral voor in de moleculaire keuken
- parisienneboor: om bolletjes aardappel of meloen te maken
- aanzetstaal: om een mes aan te scherpen
- hakblok:om beenderen door te kappen
- vacuümmachine: voor het vacuüm trekken van overschotjes van dure grondstoffen
- uitgietbakken: van deze moeten er steeds 2x2 aanwezig zijn; 1 voor voeding te reinigen en een andere om het keukenmateriaal te wassen
- ijsmachine: voor het bereiden van vers ijs zoals roomijs, yoghurtijs en sorbet

### Warme keuken
- bain-marie: heetwaterbad om gerechten in warm te houden
- heteluchtoven of convectomaat: verhitten door hete wervelwind
- magnetron: verhitten door microgolven
- stoomkoker: voor het garen van voeding door middel van stoom, principe van een snelkookpan
- salamander: voor gratineren
- grill: om te grillen
- frituur: om in vet of olie te frituren
- koekenpan of omeletpan:, pan om in te bakken
- sauteuse: pan om in te glaceren of stoven
- casserole of steelpan: pan om in te koken of stoven
- lage marmiet: pan om grote hoeveelheden te koken of stoven
- hoge marmiet: pan voor het trekken van bouillon
- braadslede: pan om in de oven mee te braden
- visketel: pan voor het koken en pocheren van vis

## Regionale en internationale keukens
- Europese keuken
- Nederlandse keuken
- Belgische keuken
- Duitse keuken
- Franse keuken
- Italiaanse keuken
- Spaanse keuken
- Latijns-Amerikaanse keuken
- Caraïbische keuken
- Indiaanse keuken
- Oosterse keuken
- Thaise keuken
- Indonesische keuken
- Indiase keuken
- Keuken van het Midden-Oosten
- Mediterrane keuken
- Polynesische keuken
- Afrikaanse keuken